# Walzenblende

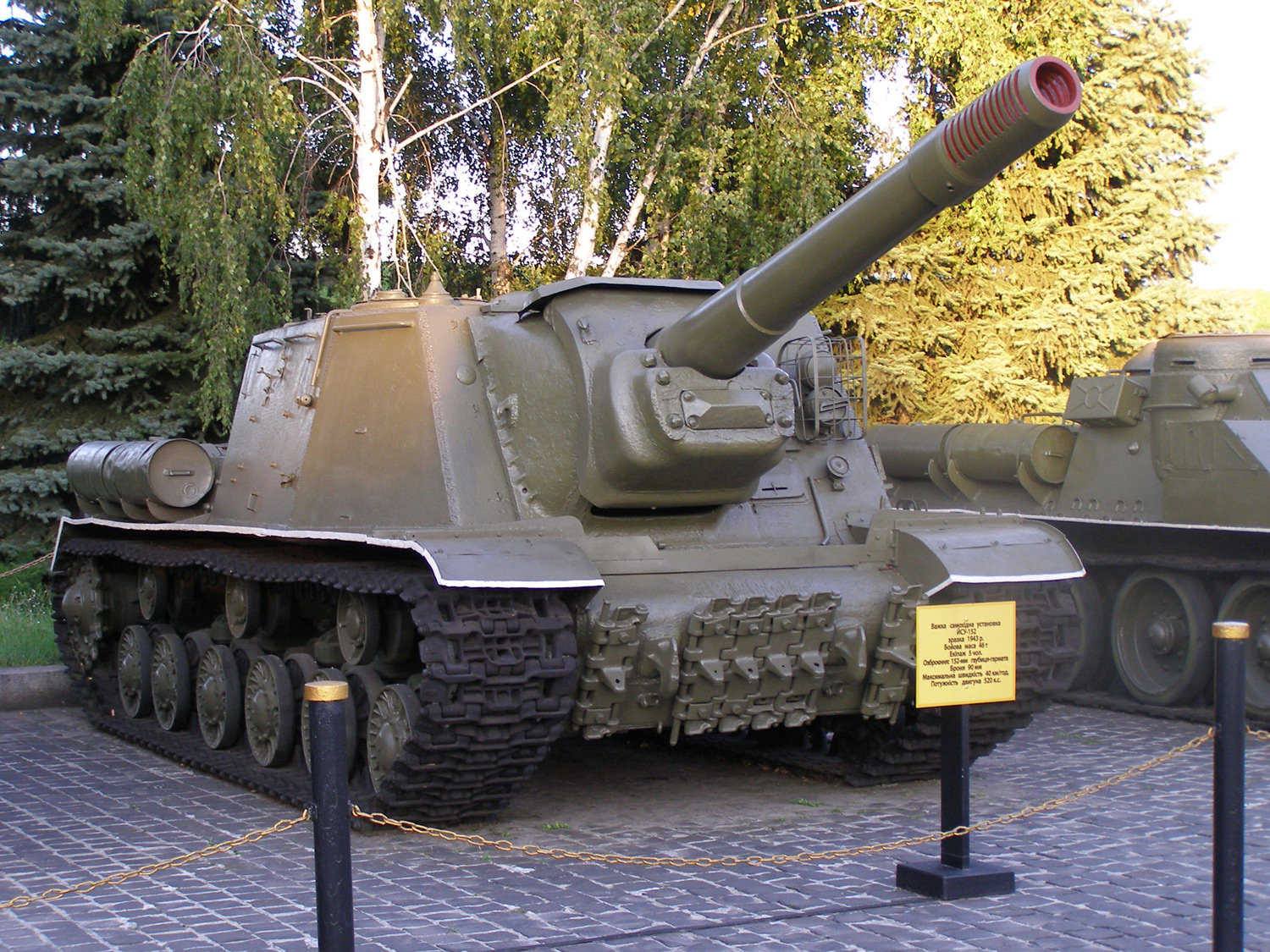
ISU-152 Sturmgeschütz mit Walzenblende

Die Walzenblende wurde im Zweiten Weltkrieg für den Einsatz bei Kampfpanzern, Sturmgeschützen und Jagdpanzern verwendet.

## Allgemein
Wie der Name bereits andeutet, war das Panzergeschütz in einer Walze untergebracht. Damit konnte eine massive zusätzliche Panzerung an der Nahtstelle zwischen Geschütz und Turm erreicht werden, außerdem wurden auftreffende Geschosse aufgrund der günstigen Bauform abgelenkt. Vorteilhaft war die Möglichkeit eines größeren Höhenrichtbereichs. Nachteilig war der sehr geringe Seitenrichtbereich. So musste im Feuerkampf zum schnellen Seitenwechsel stets das gesamte Fahrzeug gedreht werden. Bei Panzern mit drehbaren Türmen entfiel dieses Problem.

## Vertreter
- ISU 152, turmloser Panzer, Sturmgeschütz/Jagdpanzer
- ISU-122, turmloser Panzer, Jagdpanzer
- SU-152, turmloser Panzer, Sturmgeschütz/Jagdpanzer
- SU-122, turmloser Panzer, Jagdpanzer
- KW-2, drehbarer Turm, Schwerer Panzer
- KW-1, drehbarer Turm, Schwerer Panzer
- Panther, Panzer mit drehbarem Turm
- Matilda, Panzer mit drehbarem Turm